# Viscum petiolatum
Viscum petiolatum är en sandelträdsväxtart som beskrevs av R.M. Polhill & D. Wiens. Viscum petiolatum ingår i släktet mistlar, och familjen sandelträdsväxter. Inga underarter finns listade i Catalogue of Life.